# 房法寿
房法寿（？—？），小名乌头，东清河郡绎幕县（今山东省淄博市博山区）人，祖籍清河郡东武城县（今河北省衡水市故城县），刘宋、北魏官员。

## 生平
房法寿的曾祖房谌在后燕担任太尉掾，随慕容德迁移到齐地，房谌的子孙因此在当地定居，于是为东清河郡绎幕县人。房法寿很小的时候父亲就去世，他小时候喜爱射猎，轻率勇敢，聚结一群小人进行偷盗。房法寿的堂叔房元庆、房范镇等人都因房法寿犯事而被州郡有关部门深加责罚，日子一久，清河房氏的族人对房法寿都深感忧惧。房法寿二十岁左右，州里征召他担任主簿。后来由于母亲年迈，房法寿就不回应州郡的任命，经常偷杀别人的猪和牛，来供养母亲。房法寿所招募身强力壮的人，经常有上百人。
房法寿的母亲去世一年多以后的泰始二年（466年），正逢沈文秀、崔道固起兵响应刘子勋。明僧暠、刘乘民起兵响应宋明帝刘彧，讨伐沈文秀。房法寿也与清河郡太守王玄邈一起在西屯起兵，合力讨伐崔道固。王玄邈以房法寿为司马，屡次击败崔道固的军队，历城守军十分惧怕房法寿。房法寿获加号绥边将军、魏郡太守。刘子勋死后，崔道固、沈文秀全都又归附于宋明帝，双方于是停战。崔道固害怕房法寿煽动扰乱百姓，就急切的要把房法寿外派，房法寿表面上装做准备行装而内心不愿离开。
正好房法寿的堂兄弟房崇吉在升城，被北魏将军慕容白曜所打败，房崇吉的母亲和妻子被拘押在慕容白曜的军队里。房崇吉逃回到他的旧居。房法寿与房崇吉年龄和志向都略为相似，亲缘关系则是共曾祖的堂兄弟。房崇吉由于母亲妻子被慕容白曜的军队俘获，就托请房法寿替他设法相救。房法寿既不想到南边去，恨崔道固对自己逼迫，又从情理上怜惜房崇吉的母亲和妻子。当时崔道固以兼治中房灵宾都督清河郡、广川郡军事，戍守盘阳。房法寿就与房崇吉暗中策划袭击房灵宾，攻占了盘阳，接着归降于慕容白曜去赎取房崇吉的母亲和妻子。慕容白曜派将军长孙观等人从大山南侧过马耳关赶赴盘阳，送回了房崇吉的母亲和妻子。起初，崔道固派兵围攻盘阳，房法寿等人在城中拒守二十多天，长孙观领兵赶来，崔道固军才逃散。长孙观领兵抵达盘阳，城中人很害怕。当时刘宋给事中崔平仲想要回到江南，从历下前往围困盘阳的军队中，与十余名骑兵遥远的同房法寿对话，房灵宾秘密的派人将崔平仲捕获。当初房法寿攻克盘阳后，经常把房灵宾囚禁在偏屋，既然得到崔平仲，就招致房灵宾和崔平仲同处一室，送给酒食，叙述北魏军队天亮将要入城的意图。半夜，房法寿在北城用绳索将崔平仲和房灵宾等十余人吊出城外。长孙观的军队进入城中，表请北魏朝廷下诏令以房法寿出任平远将军，与韩麒麟一起担任冀州刺史，督运租粮。朝廷任命房法寿的堂兄弟房灵民为清河郡太守，房思顺为济南郡太守，房灵悦为平原郡太守，房伯怜为广川郡太守，房叔玉为高阳郡太守，房叔玉之兄房伯玉为河间郡太守，房伯玉的堂弟房思安为乐陵郡太守，房思安之弟房幼安为高密郡太守，以安抚他们初来归附之心。
等到历城、梁邹归降北魏之后，房法寿、房崇吉等人与崔道固、刘休宾一同到达京师平城。北魏朝廷以房法寿为上客，房崇吉为次客，崔道固、刘休宾为下客。房法寿所享受的供给，仅次于薛安都等人。后来房法寿依据功劳获爵位为壮武侯，加授龙骧将军，并获赐给田宅、奴婢。房法寿生性好酒，乐于施舍，他的亲戚故旧宾客全都与他同饥饱，因此他的酒坛里常常不丰足。毕众敬等人都同他友好往来。太和年间，房法寿去世，朝廷赠予平东将军、青州刺史，谥号敬侯，一说谥号简侯。

## 其他
崔僧祐与房法寿、毕众敬、薛安都等人都不和睦。房法寿等人告发崔僧祐归顺北魏没有诚意，崔僧祐被拘捕一年多，因为大赦获得释放。

## 居住
房法寿籍贯虽然还在东清河郡绎幕县，但在他这一代已经迁移到东广川郡武强县（今山东省邹平市）居住。

## 家庭

### 父亲
- 房经，刘宋蓍县县令[13]

### 子女
- 房伯祖，北魏幽州辅国长史、庄武伯
- 房叔祖，北魏安东将军、郢州刺史、魏昌子
- 房幼愍，北魏安丰郡新蔡郡二郡太守
- 房氏，嫁北魏明威将军、安北府司马崔猷[13]

## 延伸阅读
[在维基数据编辑]
 《魏書·卷43》，出自魏收《魏书》
 《北史·卷039》，出自李延壽《北史》